# Échenilleur schistacé
Coracina schistacea
Espèce
Statut de conservation UICN

 LC  : Préoccupation mineure
L'Échenilleur schistacé (Coracina schistacea) est une espèce de passereau de la famille des Campephagidae.

## Répartition
Il est endémique en Indonésie.

## Habitat
Il habite les forêts humides tropicales et subtropicales en plaine et les mangroves.